# Bratmobile
Bratmobile foi uma banda estadunidense de punk rock. A banda pertenceu à primeira geração de bandas Riot Grrrl, que cresceu na cena underground de Washington DC e noroeste dos Estados Unidos. A banda tinha muita influência do indie pop, e também do Britpop e punk rock.

## Começo
O Bratmobile foi formado quando Allison Wolfe e Molly Neuman, duas estudantes da Universidade de Oregon, começaram a colaborar para um influente fanzine feminista, chamado de Girl Germs. As duas garotas, sob o nome de "Bratmobile", fizeram o primeiro show da banda no dia 14 de fevereiro de 1991, no Olympia's North Shore Surf Club, ainda como uma dupla, onde Molly e Allison se revezavam na guitarra, bateria, e vocal.
Durante as férias da primavera de 1991, Allison e Molly foram para Washington, DC para seguir o Beat Happening e Nation of Ulysses em turnê, e também para tentarem trabalhar de um novo jeito no Bratmobile que, naquela época, incluia Jen Smith e Christina Billotte na formação. Juntos, eles gravaram e lançaram uma fita cassete intitulada de "Bratmobile DC".
Em dezembro de 1990, Calvin Johnson, um dos membros do Beat Happening, havia apresentado Molly para a guitarrista Erin Smith, durante um show do Nation of Ulysses em Washington, DC. Quando Allison e Molly perguntaram se Erin queria tocar com elas, Erin Smith era, ao lado de seu irmão, a co-autora do Teenage Gang Debs, um fanzine bastante reverenciado e voltado para a cena da música pop. Funcionou, e em julho de 1991, agora como um trio, elas fizeram o primeiro show. A formação da banda era Molly Neuman na bateria, Erin Smith na guitarra e Allison Wolfe como vocalista.
Desde os seus primeiros shows, o Bratmobile foram considerados uma adição importante (e excitante) para a cena fértil do punk rock dos anos 90. De 1991 a 1994, a banda lançou um clássico álbum, o "Pottymouth", e o EP, "The Real Janelle". Ambos pela gravadora Kill Rock Stars.

## Hiato
Após o fim da banda, Molly Neuman mudou-se para San Francisco, onde começou a trabalhar na gravadora Lookout! Records (localizada na baía leste), onde hoje ela atua como gerente geral e co-proprietária. Ela também tocou nas bandas The PeeChees e The Frumpies.
Allison Wolfe mudou-se para Washington, D.C., onde ela e Erin Smith montaram uma nova banda, chamada de Cold Cold Hearts. Wolfe também se mantém aitva no feminismo e ativismo.

## Reformação
Em 1999, a banda decidiu se reunir para uma pequena apresentação no Oakland's Stork Club, onde entraram em turnê com o Sleater-Kinney.
Em 2000, a banda lançou o seu segundo álbum de estúdio, intitulado de "Ladies, Women and Girls". O álbum foi bem aclamado pela crítica e conseguiu novos fãs para a banda, impulsionado também pela turnê ao lado de nomes como Sleater-Kinney, The Donnas, The Locust, e muitos outros. O álbum "Ladies, Women and Girls" foi lançado pela gravadora Lookout! Records - de Molly Neuman -, e contou com a produção de Tim Green, do Nation of Ulysses e The Fucking Champs.
No dia 7 de maio de 2002, a banda lançou o seu terceiro álbum, intitulado de "Girls Get Busy". Neste álbum, Audrey Marrs gravou o teclado nas músicas, o que serviu para dar um novo ar para a banda. Marty Violence também colaborou com o contra-baixo.
Após dedicar a maior parte dos anos de 2002 e 2003 na promoção do álbum "Girls Get Busy", via turnês, cada uma das integrantes começaram a demonstrar interesse por novos projetos. No dia 30 de janeiro de 2004, através de uma mensagem que Allison Wolfe publicou no site da banda, o Bratmobile chegou ao fim.

## Discografia

### Álbuns de estúdio
- 1992: Pottymouth (Gravadora: Kill Rock Stars)
- 2000: Ladies, Women and Girls (Gravadora: Lookout! Records)
- 2002: Girls Get Busy (Gravadora: Lookout! Records)

### EP
- 1991: The Real Janelle (Gravadora: Kill Rock Stars)

### Álbum ao Vivo
- 1994: The Peel Session (Gravadora: Strange Fruit)